# Mompantero
Mompantero (arpità Mumpantìa) és un municipi italià, situat a la ciutat metropolitana de Torí, a la regió del Piemont. L'any 2007 tenia 677 habitants. Està situat a la Vall Cenischia, una de les Valls arpitanes del Piemont. Limita amb els municipis de Bussoleno, Giaglione, Novalesa, Susa, Usseglio i Venaus.

## Administració
| Període | Identitat   | Partit        |
| ------- | ----------- | ------------- |
| 2004-   | Piera Favro | Llista cívica |